# Guardia Nacional de Níger
La Guardia Nacional de Níger (en francés: Garde Nationale du Niger) anteriormente conocida como Forces Nationales d'Intervention et de Securité (1997-2011) y Garde Republicaine (1963-1997), es un cuerpo paramilitar de las Fuerzas Armadas Nigerinas bajo el control del Ministerio del Interior, Seguridad Pública y Descentralización, está encabezado por el comandante superior de la Guardia nacional.

## Historia

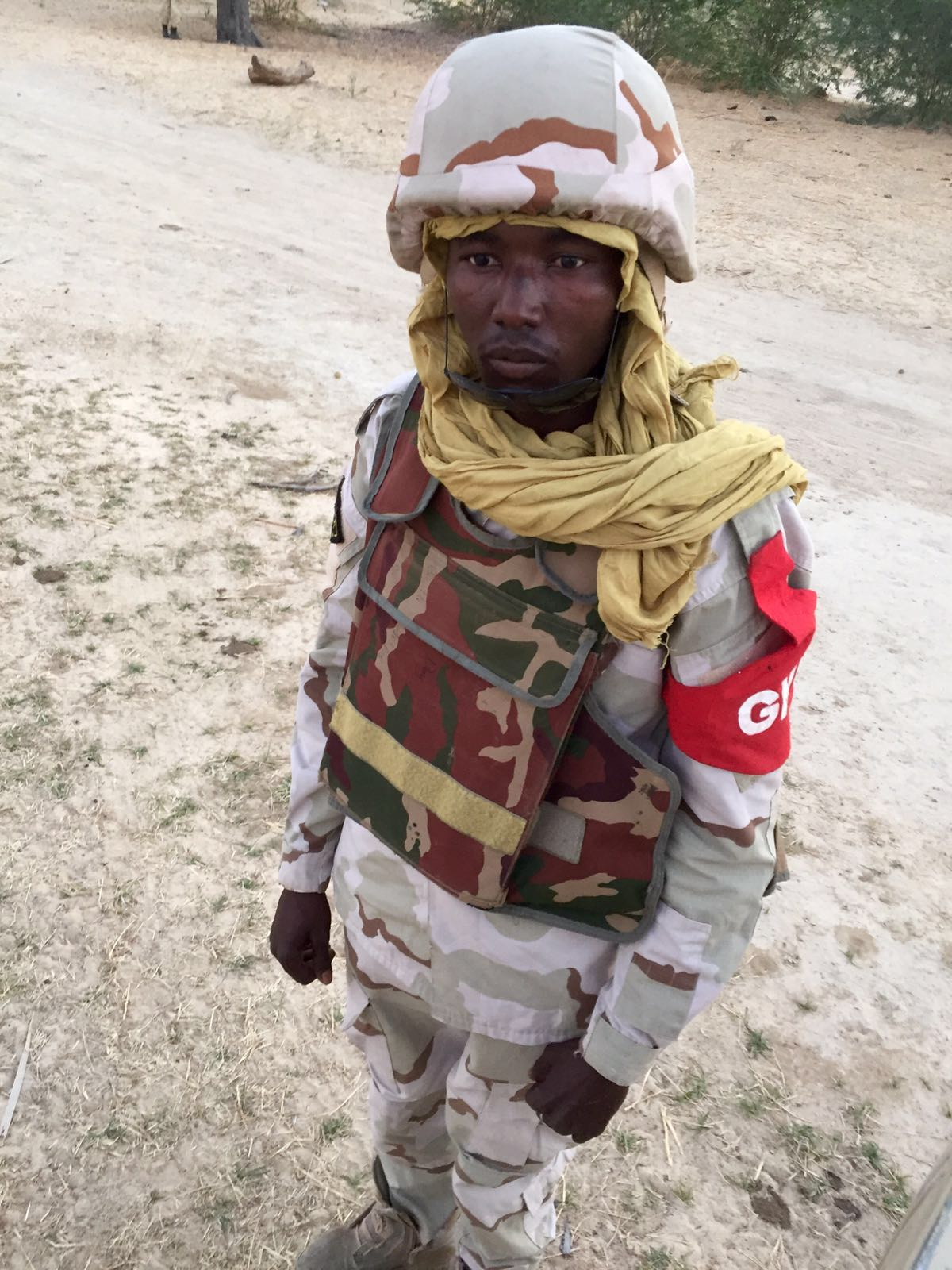
Personal de la Guardia Nacional desplegado en Diffa contra el grupo yihadista Boko Haram en 2016.

La Guardia Nacional se creó por primera vez en 1963 como Guardia Republicana bajo la presidencia del presidente Hamani Diori. Debido a su lealtad al presidente Hamani, tras el golpe de 1974 del presidente Seyni Kountché, se reestructuró para garantizar la lealtad a Seyni Kountché. Durante esos años, la guardia tenía como principal tarea proteger al presidente y estaba formada por soldados de élite entrenados por oficiales marroquíes.
Después de los acuerdos de paz de 1995 entre el gobierno de Níger y los grupos rebeldes Tuareg, fue reestructurado y renombrado como "Fuerzas Nacionales de Intervención y Seguridad (FNIS)". Los exmiembros rebeldes fueron reinsertados en este organismo según los términos de los acuerdos de paz. Anteriormente bajo la autoridad del Ministerio de Defensa, la Guardia Nacional pasó a depender del Ministerio del Interior en 2003. Fiel a su tradición, la Guardia Nacional se mantuvo leal al presidente Mamadou Tandja en su intento de prolongar su presidencia más allá de los límites constitucionales de su mandato. Posteriormente, durante el golpe militar de 2010, la Guardia Nacional defendió sin éxito al presidente Mamadou Tandja. En 2010 y 2011, varios decretos y ordenanzas gubernamentales procedieron a su reorganización y cambio de nombre a Guardia Nacional de Níger.

## Misión

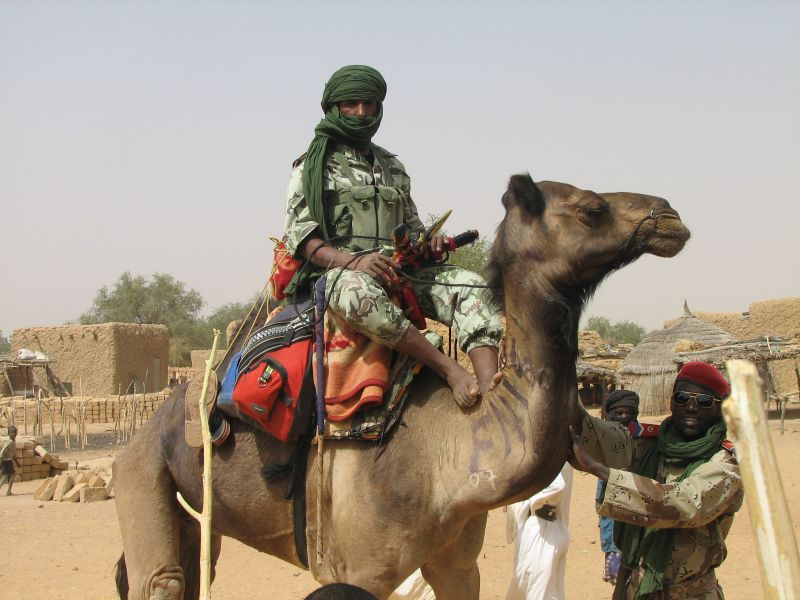
Soldado de la Guardia Nacional de Níger, montado en un dromedario.

La misión de la guardia nacional de Níger está definida por la Ordenanza n°201-61 del 7 de octubre de 2010 y consiste en: 
- Vigilancia del territorio nacional.

- Mantener la seguridad nacional y restaurar el orden público.

- Proteger los edificios públicos, a las personas y sus bienes.

- Participar en la preparación para emergencias de defensa.

- Llevar a cabo investigaciones judiciales y administrativas

- Realizar tareas policiales en zonas rurales y pastorales

- Ofrecer servicios de honor a las autoridades.

- Proporcionar protección a las instituciones republicanas.

- Participar en la defensa territorial operativa.

- Proporcionar administración, gestión y seguimiento de prisiones.

- Participar en actividades de desarrollo en el país y en operaciones humanitarias.

- Participar en el mantenimiento de la paz en los compromisos internacionales asumidos por el Níger.

- Proteger al medio ambiente.

- Búsqueda y detección de delitos previstos en las leyes penales.

- Prestar asistencia a las autoridades administrativas y a las representaciones diplomáticas y consulares de Níger.